# Обертова система відліку
Оберто́ва систе́ма ві́дліку — це особливий випадок неінерційної системи відліку, яка обертається щодо інерційної системи відліку. Повсякденним прикладом обертової системи відліку є поверхня Землі.

## Сили інерції
Неінерційна система відліку проявляє фіктивні сили. Обертова система відліку характеризується трьома такими силами:
- відцентрова сила,
- сила Коріоліса,

і, для нерівномірно обертових систем відліку,
- сила Ейлера.

## Зіставлення обертових систем до стаціонарних систем
Наступне це виведення формул для прискорення а також фіктивних сил в обертовій системі відліку. Спочатку розглядаємо зв'язок між координатами частинки в обертовій системі відліку та її координатами в інерційній (стаціонарній) системі відліку. Тоді, беручі похідну, отримуємо формули, які пов'язують швидкість частинки, що спостерігається у цих системах відліку, і прискорення стосовно двох систем відліку. Використовуючи прискорення, через порівняння другого закону Ньютона сформульованого в обох системах відліку визначаємо фіктивні сили.

### Зв'язок між позиціями в обох системах відліку
Для отримання сил інерції корисно вміти конвертувати координати {\displaystyle \left(x',y',z'\right)} обертової системи відліку у координати {\displaystyle \left(x,y,z\right)} інерційної системи відліку з тим самим початком координат і навпаки. Якщо обертання відбувається щодо осі {\displaystyle z} з кутовою швидкістю {\displaystyle \Omega } і дві системи збігаються у час {\displaystyle t=0}, перетворення з обертових координат у інерційні координати можна записати як:
{\displaystyle x=x'\cos \left(\theta (t)\right)-y'\sin \left(\theta (t)\right)}
{\displaystyle y=x'\sin \left(\theta (t)\right)+y'\cos \left(\theta (t)\right)}
тоді як зворотнє перетворення
{\displaystyle x'=x\cos \left(-\theta (t)\right)-y\sin \left(-\theta (t)\right)}
{\displaystyle y'=x\sin \left(-\theta (t)\right)+y\cos \left(-\theta (t)\right)}
Результат можна отримати з матриці повороту.
Введемо одиничні вектори {\displaystyle {\hat {\boldsymbol {\imath }}},\ {\hat {\boldsymbol {\jmath }}},\ {\hat {\boldsymbol {k}}},} що представлятимуть стандартні одиничні базисні вектори обертової системи відліку. Далі знайдемо часову похідну цих одиничних векторів у обертовій системі відліку. Припустимо, що системи відліку вирівняні в час t = 0 і z-вісь є віссю обертання. Тоді для обертання проти годинникової стрілки на кут Ωt:
{\displaystyle {\hat {\boldsymbol {\imath }}}(t)=(\cos \theta (t),\ \sin \theta (t))}
де (x, y) компоненти виражені у стаціонарну систему відліку. Так само,
{\displaystyle {\hat {\boldsymbol {\jmath }}}(t)=(-\sin \theta (t),\ \cos \theta (t))\ .}
Отже, часова похідна цих векторів, що обертаються без зміни величини, становить
{\displaystyle {\frac {d}{dt}}{\hat {\boldsymbol {\imath }}}(t)=\Omega (-\sin \theta (t),\ \cos \theta (t))=\Omega {\hat {\boldsymbol {\jmath }}}\ ;}
{\displaystyle {\frac {d}{dt}}{\hat {\boldsymbol {\jmath }}}(t)=\Omega (-\cos \theta (t),\ -\sin \theta (t))=-\Omega {\hat {\boldsymbol {\imath }}}\ ,}
де {\displaystyle \Omega \equiv {\frac {d}{dt}}\theta (t)}.
Цей результат також можна отримати через векторний добуток з вектором обертання {\displaystyle {\boldsymbol {\Omega }},} який спрямований уздовж осі обертання {\displaystyle z,} {\displaystyle {\boldsymbol {\Omega }}=(0,\ 0,\ \Omega )}, а саме,
{\displaystyle {\frac {d}{dt}}{\hat {\boldsymbol {u}}}={\boldsymbol {\Omega \times }}{\hat {\boldsymbol {u}}}\ ,}
де {\displaystyle {\hat {\boldsymbol {u}}}} це або {\displaystyle {\hat {\boldsymbol {\imath }}},} або {\displaystyle {\hat {\boldsymbol {\jmath }}}}.

### Часові похідні в двох системах відліку
Ми ввели вектори {\displaystyle {\hat {\boldsymbol {\imath }}},\ {\hat {\boldsymbol {\jmath }}},\ {\hat {\boldsymbol {k}}},} які представляють стандартні одиничні базисні вектори в обертовій системі відліку. По мірі обертання вони залишатимуться нормалізованими. Якщо ми дозволимо їм обертатись зі швидкістю {\displaystyle \Omega } щодо осі {\displaystyle {\boldsymbol {\Omega }},} тоді кожен одиничний вектор {\displaystyle {\hat {\boldsymbol {u}}}} обертової системи відліку кориться такому рівнянню:
{\displaystyle {\frac {d}{dt}}{\hat {\boldsymbol {u}}}={\boldsymbol {\Omega \times {\hat {u}}}}\ .}
Далі, якщо ми маємо вектор-функцію {\displaystyle {\boldsymbol {f}}},
{\displaystyle {\boldsymbol {f}}(t)=f_{x}(t){\hat {\boldsymbol {\imath }}}+f_{y}(t){\hat {\boldsymbol {\jmath }}}+f_{z}(t){\hat {\boldsymbol {k}}}\ ,}
і ми хочемо дослідити її першу похідну, то ми отримуємо (використовуючи правило добутку):
{\displaystyle {\frac {d}{dt}}{\boldsymbol {f}}={\frac {df_{x}}{dt}}{\hat {\boldsymbol {\imath }}}+{\frac {d{\hat {\boldsymbol {\imath }}}}{dt}}f_{x}+{\frac {df_{y}}{dt}}{\hat {\boldsymbol {\jmath }}}+{\frac {d{\hat {\boldsymbol {\jmath }}}}{dt}}f_{y}+{\frac {df_{z}}{dt}}{\hat {\boldsymbol {k}}}+{\frac {d{\hat {\boldsymbol {k}}}}{dt}}f_{z}}
{\displaystyle ={\frac {df_{x}}{dt}}{\hat {\boldsymbol {\imath }}}+{\frac {df_{y}}{dt}}{\hat {\boldsymbol {\jmath }}}+{\frac {df_{z}}{dt}}{\hat {\boldsymbol {k}}}+[{\boldsymbol {\Omega \times }}(f_{x}{\hat {\boldsymbol {\imath }}}+f_{y}{\hat {\boldsymbol {\jmath }}}+f_{z}{\hat {\boldsymbol {k}}})]}
{\displaystyle =\left({\frac {d{\boldsymbol {f}}}{dt}}\right)_{r}+{\boldsymbol {\Omega \times f}}(t)\ ,}
де {\displaystyle \left({\frac {d{\boldsymbol {f}}}{dt}}\right)_{r}} є швидкістю зміни {\displaystyle {\boldsymbol {f}}}, як це видно з обертової системи координат. Скорочено диференціювання можна виразити як:
{\displaystyle {\frac {d}{dt}}{\boldsymbol {f}}=\left[\left({\frac {d}{dt}}\right)_{r}+{\boldsymbol {\Omega \times }}\right]{\boldsymbol {f}}\ .}
Цей результат відомий як транспортна теорема у аналітичній динаміці і також іноді згадувана як базове кінематичне рівняння.

### Зв'язок між векторами швидкостей в двох системах відліку
Вектор швидкості об'єкта це часова похідна позиції об'єкта або
{\displaystyle \mathbf {v} \ {\stackrel {\mathrm {def} }{=}}\ {\frac {d\mathbf {r} }{dt}}}
Часова похідна позиції {\displaystyle {\boldsymbol {r}}(t)} в обертовій системі відліку має дві складові, одну з явної залежності внаслідок руху самої частинки, другу з власного обертання системи відліку. Застосовуючи результат попереднього підрозділу до зміщення {\displaystyle {\boldsymbol {r}}(t)}, швидкості у двох системах відліку пов'язані таким рівнянням
{\displaystyle \mathbf {v_{i}} \ {\stackrel {\mathrm {def} }{=}}\ {\frac {d\mathbf {r} }{dt}}=\left({\frac {d\mathbf {r} }{dt}}\right)_{\mathrm {r} }+{\boldsymbol {\Omega }}\times \mathbf {r} =\mathbf {v} _{\mathrm {r} }+{\boldsymbol {\Omega }}\times \mathbf {r} \ ,}
де індекс i позначає інерційну систему відліку, а r — обертову систему відліку.

### Зв'язок між прискореннями у двох системах відліку
Прискорення є другою похідною по часу від позиції або перша похідна по часу від швидкості
{\displaystyle \mathbf {a} _{\mathrm {i} }\ {\stackrel {\mathrm {def} }{=}}\ \left({\frac {d^{2}\mathbf {r} }{dt^{2}}}\right)_{\mathrm {i} }=\left({\frac {d\mathbf {v} }{dt}}\right)_{\mathrm {i} }=\left[\left({\frac {d}{dt}}\right)_{\mathrm {r} }+{\boldsymbol {\Omega }}\times \right]\left[\left({\frac {d\mathbf {r} }{dt}}\right)_{\mathrm {r} }+{\boldsymbol {\Omega }}\times \mathbf {r} \right]\ ,}
де індекс i позначає інерційну систему відліку.
Виконавши диференціювання і перестановку деяких членів дає нам прискорення в обертовій системі відліку
{\displaystyle \mathbf {a} _{\mathrm {r} }=\mathbf {a} _{\mathrm {i} }-2{\boldsymbol {\Omega }}\times \mathbf {v} _{\mathrm {r} }-{\boldsymbol {\Omega }}\times ({\boldsymbol {\Omega }}\times \mathbf {r} )-{\frac {d{\boldsymbol {\Omega }}}{dt}}\times \mathbf {r} }
де {\displaystyle \mathbf {a} _{\mathrm {r} }\ {\stackrel {\mathrm {def} }{=}}\ \left({\frac {d^{2}\mathbf {r} }{dt^{2}}}\right)_{\mathrm {r} }} — це видиме прискорення в обертовій системі відліку, доданок {\displaystyle -{\boldsymbol {\Omega }}\times ({\boldsymbol {\Omega }}\times \mathbf {r} )} представляє відцентрове прискорення, а доданок {\displaystyle -2{\boldsymbol {\Omega }}\times \mathbf {v} _{\mathrm {r} }} — це коріолісове прискорення.